# Михайличенко Віктор Іванович
Ві́ктор Іва́нович Михайличе́нко (нар. 2 січня 1948, Чубарівка, Пологівський район, Запорізька область) — український журналіст, головний редактор.
Член Національної спілки журналістів України.

## Біографія
Народився 8 жовтня 1952 року в селі Чубарівка (нині Федорівка) Пологівського району Запорізької області. Закінчив середню школу № 2 в місті Токмак (1965). Вищу освіту здобув на фізико-математичному факультеті Бердянського державного педагогічного інституту (1970).
Працював за фахом учителем фізики й математики в селі Кам'янське Василівського району Запорізької області. Проходив військову службу в званні старшого лейтенанта.
З червня 1972 року літпрацівник, кореспондент, завідувач відділу культури, відповідальний секретар, перший заступник редактора, з 1997 року — головний редактор громадсько-політичної газети «Південна зоря» (м. Бердянськ).
Дружина Валентина Михайлівна (1948), сини Сергій (1973) і Максим (1981).

## Творчість
Автор понад півсотні краєзнавчих, історичних книжок, збірників, буклетів, путівників та фотоальбомів. Серед них фотоальбом «Барви Приазов'я» (1984), книжки «Бердянськ. Місто-курорт у сонячних лиманів» (2001), «Згадалось. Перші газетні рядки (1968—1975)» (2004), "Право на життя. Публікації «південнозорянців» (2005), «Моя Бердянщина» (2008), «Обо всем начистоту» (2009, 2010, 2011, 2012), «Енциклопедія Бердянська» (перший том — 2013; другий — 2014; третій — 2015; четвертий — 2017), «Погляд через десятиліття. Фізики, математики та програмісти БГПІ 1965—1970 рр.» (2016).

## Громадська діяльність
Десять років поспіль був секретарем НСЖУ, понад 20 років очолював Бердянську міську організацію НСЖУ, був у правлінні Запорізької обласної організації Спілки та делегатом трьох з'їздів журналістів України. Один з фундаторів, багаторічний голова оргкомітету фестивалю журналістів «Азовське літо».

## Нагороди
- Орден «За заслуги» III ступеня (2008);
- Почесне звання «Заслужений журналіст України» (1999);
- Почесна грамота Верховної Ради України (2005);
- Почесна грамота Кабінету Міністрів України (2004);
- Грамота Президії Верховної Ради УРСР (1987);
- Почесний громадянин міста Бердянська (2018)[2];
- Почесний орден міста (2017);
- Золота медаль української журналістики (2009).

Лауреат Всеукраїнського конкурсу «Ділова людина України» (2004), Запорізької регіональної програми «Зоряний шлях» у номінації «Журналіст року» (1999), лауреат обласних журналістських премій (2004, 2005). Має також церковні нагороди, відзнаки громадських організацій.